# 拉布吕菲耶尔
拉布吕菲耶尔（法語：La Bruffière，法語發音：[la bʁyfjɛʁ]）是法国卢瓦尔河地区大区旺代省的一个市镇，位于该省北部偏东，属于永河畔拉罗什区。

## 地理
拉布吕菲耶尔（47°0'47"N, 1°11'52"W）面积40.42 平方千米，位于法国卢瓦尔河地区大区旺代省，该省份为法国西部沿海省份，北起大西洋卢瓦尔省和曼恩-卢瓦尔省，西临大西洋，南至滨海夏朗德省，东部及东南部与德塞夫勒省接壤。
与拉布吕菲耶尔接壤的市镇（或旧市镇、城区）包括：布赛、莱朗德热尼松、蒂福日、特雷兹塞普捷、塞夫勒穆瓦讷。
拉布吕菲耶尔的时区为UTC+01:00、UTC+02:00（夏令时）。

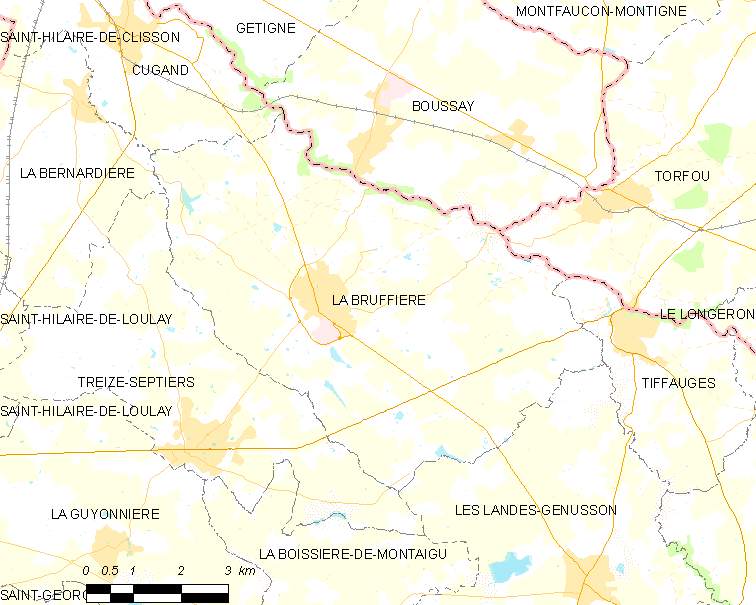
拉布吕菲耶尔的OSM定位图

## 行政
拉布吕菲耶尔的邮政编码为85530，INSEE市镇编码为85039。

## 政治
拉布吕菲耶尔所属的省级选区为塞夫尔河畔莫尔塔涅县。

## 交通
旺代省省道D62线、D102线和D755线在拉布吕菲耶尔市中心交汇，另有D753线从境内东南侧过境。

## 人口

1962-2008年间拉布吕菲耶尔人口变化图示

拉布吕菲耶尔于2022年1月1日时的人口数量为4015人。